# Wienova konstanta
Wienova konstanta {\displaystyle b} je konstanta úměrnosti pro Wienův posunovací zákon, který určuje vlnovou délku, na níž absolutně černé těleso nejvíce září. S pomocí Planckova vyzařovacího zákona lze odvodit vztah Wienovy konstanty k dalším fundamentálním konstantám, ze kterého plyne, že po redefinici SI je od roku 2019 její hodnota pevně stanovenou konstantou:
{\displaystyle b={\frac {hc}{kx}}=2{,}897\,771\,955\ldots \times 10^{-3}\,\mathrm {m\,K} \,} (přesně),
kde {\displaystyle h} je Planckova konstanta, {\displaystyle c} je rychlost světla ve vakuu a {\displaystyle k} je Boltzmannova konstanta; číselný faktor {\displaystyle x=4{,}965\,114\,231\ldots } je řešením rovnice {\displaystyle xe^{x}/\left(e^{x}-1\right)=5}, které lze v uzavřeném tvaru vyjádřit jen pomocí Lambertovy funkce W, {\displaystyle x=5+W_{0}(-5e^{-5})}; hodnotu konstanty lze vyčíslit numericky s libovolnou přesností.